# Selenaspidus eurylobus
Selenaspidus eurylobus är en insektsart som beskrevs av Abraham Munting 1969. Selenaspidus eurylobus ingår i släktet Selenaspidus och familjen pansarsköldlöss.
Artens utbredningsområde är Nigeria. Inga underarter finns listade i Catalogue of Life.